# きたむらゆうか
きたむら ゆうか（2月7日 - ）は日本の漫画家。『ちゃおDX』（小学館）2015年11月号以前のペンネームは北村有香（読みは同じ）。
三重県名張市出身。みずがめ座。血液型はA型。趣味はクレーンゲームで遊ぶこと。
2004年、「コトノハ」（『ちゃおDX』2004年春号）にてデビュー。以降、『ちゃお』とその派生誌にて執筆活動を展開。

## 作品リスト

### 連載作品
- I LOVE W（『ちゃお』2004年8月号 - 2005年7月号）
- ふしぎ少女探偵 キャラ&メル（『ちゃお』2005年8月号 - 2006年1月号）
- Fun☆Fan☆からくり姫（『ちゃお』2005年6月号 - 2005年8月号）
- ラヴァーズカフェ マリーナにようこそ（『ちゃおDX』2007年初夏号、夏号、冬号、2008年春待ち号、初夏号）
- 恋コレ（『ちゃおDX』2008年冬号、2009年春号、初夏号、夏号、秋号）
- あっぱれ!こもも姫絵巻（『ちゃおDX』2010年春待ち号、春号）
- 天国の階段（『ちゃおDX』2012年春号、『ちゃおDXホラー』2012年秋号、2013年春号）
- 星降るキッチン（『ちゃおDX』2013年春号、夏号、秋号）
- 心理捜査官ココロ（『ちゃおDX』2015年7月号 - ）
- トゥインクル☆キッチン（『ちゃお』2020年12月号 - 2021年2月号）
- 放課後、君だけのヒロイン（『ちゃおDX』2022年3月号[3] - ）
- メイクのお姫様（『ちゃお』2023年3月号[4] - 2023年5月号[5]、2023年10月号[6] - 2023年12月号[7]、2024年5月号[8] - 2024年7月号[9]、2024年10月号[10] - 2024年12月号[11]）
  - メイクのお姫様 dream（『ちゃお』2025年2月号[12] - 2025年4月号[13]）
  - メイクのお姫様 twins（『ちゃお』2025年7月号[14] - 2025年9月号[15]）

### 読み切り作品
- コトノハ（『ちゃおDX』2004年春号）
- 王子様の秘密（『ちゃおDX』2004年初夏号）
- あの日の約束（『ちゃおDX』2004年夏号）
- プレゼントレース（『ちゃお』2004年12月号）
- ラブ・トリップ（『ちゃおDX』2005年冬号）
- ちちんぷいぷい（『ちゃおDX』2005年春号）
- フライパンとスポーツタオル（『ちゃおDX』2005年秋号）
- 撮ってはいけない（『ちゃおDX』2006年春号）
- 筆遣いルゥ（『ちゃおDX』2006年冬号）
- 白雪うさぎ（『ちゃおDX2007年春待ち号）
- calling!神んちゅ（『ちゃおDX』2008年春号）
- 闇に棲む影 - 『禁じられた恐怖夜話』に収録
- 放課後レストラン（『ちゃおDX』2010年初夏号）
- 空より青く、海より深く（『ちゃおDX』2010年秋号）
- 遠く遠く離れていても（『ちゃおDX』2010年冬号）
- さよなら、ティアドロップ（『ちゃおDX』2011年春待ち号）
- 残酷なキス（『ちゃおDX』2011年春号）
- 夢で逢えたら（『ちゃおDX』2011年初夏号）
- 恋綴（こいつづ）る、君の指（『ちゃおDX』2011年夏号）
- それでも、大好き（『ちゃおDX』2011年冬号）
- 世界で1番、嘘つきの恋（『ちゃおDX』2012年初夏号）
- 死神の囁き（『ちゃおDXホラー』2012年夏号）
- 夏の忘れ物（『ちゃおDX』2012年夏号）
- 一度目は偶然、二度目は必然、三度目は…（『ちゃおDX』2012年秋号）
- もう一度、キミに会えたら（『ちゃおDX』2012年冬号）
- しっぽのカルテ（『ちゃおDX』2014年春待ち号）
- ココロナビゲーション（『ちゃおDX』2014年9月号）※「心理捜査官ココロ」の原型になった読み切り作品
- 茜色に染まるころ（『ちゃおDX』2014年11月号）

## 書籍

### 単行本
全てちゃおコミックス（小学館）から刊行。
- Fun☆Fan☆からくり姫
- ラヴァーズカフェ マリーナにようこそ
- 心理捜査官ココロ（既刊5巻）
- トゥインクル☆キッチン
- 放課後、君だけのヒロイン（既刊1巻）
- メイクのお姫様（既刊3巻）

### 共著
- 7名の作家による共著 『禁じられた恐怖夜話』 小学館 ちゃおホラーコミックス
- 5名の作家による共著 『5つのあこがれお仕事ストーリー』 小学館 ちゃおコミックス